# 国立嘉義高級中学
国立嘉義高級中学（こくりつかぎこうきゅうちゅうがく、National Chiayi Senior High School、CYSH）は、台湾嘉義市東区東川里に位置する国立高等学校である。通称「嘉中（かちゅう）」、「嘉義高中（かぎちゅうがく）」、「旭陵岡」。特に注記しない場合、主に全日制課程について記述する。旭陵岡の出所は日本統治時代の校歌。

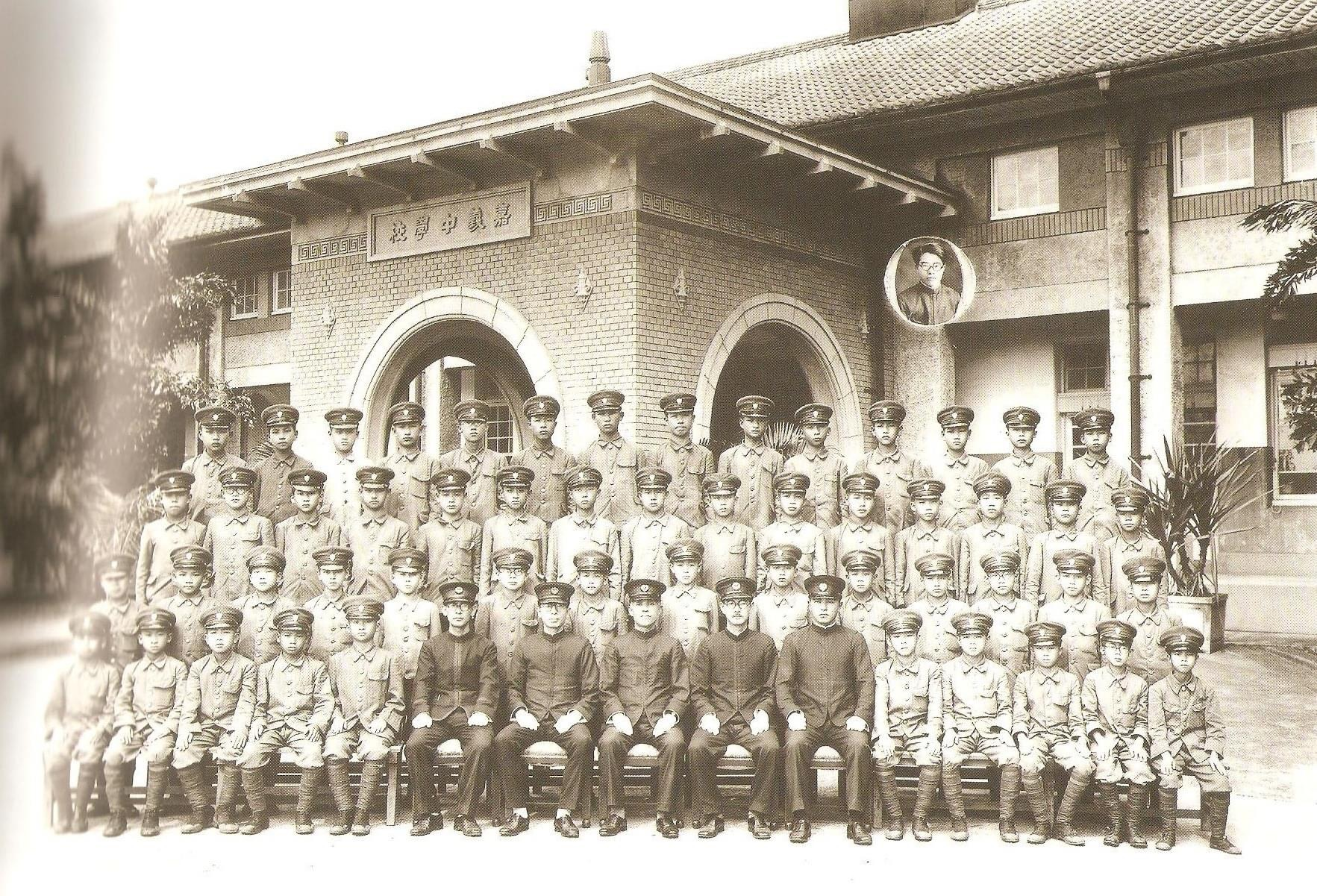
1930年代、台南州立嘉義中学校1年生の入学写真

## 概要
台南州立嘉義中学校を前身とする国立高、台湾の高等学校で、嘉義市東区の山子頂（さんしちょう）地方にあり。嘉義と北台南と雲林の一番有名な高校。

## 沿革
- 1924年 – 台南州立嘉義中学校として開校する。
- 1945年 – 台湾省立嘉義中学と改称する。
- 1955年 – 新港分部を置く。
- 1961年 – 新港分部は嘉義県立新港中学になる。
- 1970年 – 初中部を廃する。
- 1988年 – 理数系コースを設置(17班)。
- 1990年 – 美術コースを設置し、初めて女子生徒の募集を開始する(20班)。
- 1997年 – 音楽コースを設置(19班)。
- 2000年 – 国立に改編され、「国立嘉義高級中学」と改称する。
- 2003年 – 文系コースを設置し、女子生徒の募集を開始する。(16班)
- 2011年 – 科学コースを設置する。(18班)
- 2014年 – 創立90周年記念式典。

## 行事
- 入学式
- 新入生歓迎会
- 嘉義市内の蘭潭一周を歩く
- 学校のスポット紹介

## 部活動
39の部活動があり、学芸系や運動系、レクリエーション系、サービス系を問わず活発に活動している。定時制がある関係で、全日制では17時以降の校内での活動はできないが、朝の時間や昼休みなどを有効に使い工夫して活動している。

## 関連団体
- 旭陵会･･･ 同窓会
- 卒業会
- クラブ会
- クラス会
- 嘉義高校連盟(Chiayi High School Association,CHSA)

## 主な出身者

### 政治
- 張俊雄－元行政院長（首相）、海峡交流基金会理事長。
- 涂醒哲－元嘉義市長。
- 蔡同栄－政治家。
- 李進勇－元雲林県長。
- 陳唐山－元台南県長。
- 蕭万長－元台湾の副大統領。
- 郝龍斌－元台北市長。
- 侯友宜－警察官僚、現任の新北市長。
- 黃主文－立法委員。

### 行政
- 施嘉明－考試院考試委員。
- 蘇遠志－台湾教育部学術審議委員会委員、国立台湾大学農化部教授。

### 芸能・マスコミ
- 伍佰－芸能人．歌手。

### 教育
- 李俊仁－国立台湾大学医学部教授。
- 李鴻禧－国立台湾大学法学部教授。
- 薛琦－国立台湾大学経済学部教授、行政院經建会副主任委員。
- 徐先堯－国立台湾大学教授、台北市嘉中同窓会理事。
- 詹火生－国立台湾大学社会学部と大学院教授、国立中正大学社会福利大学院と勞工大学院教授。
- 蘇遠志－国立台湾大学農化部教授、台湾教育部学術審議委員会委員。
- 黃國恩－国立成功大学医学部教授、国立成功大学病院院長。
- 許茂雄－国立成功大学建築学部教授(亡くしました-2010)。
- 何進財－国立政治大学教育大学院兼任副教授、教育部社會教育司司長。
- 簡上仁－国立清華大学講師、田園楽府團長。
- 張世賢－国立中興大学公共政策大学院院長。
- 蔡德輝－国立中興大学教授、中央警官学校教授、教務處長、教育部訓育委員會諮詢顧問。
- 何雍慶－国立中正大学企管大学院院長。
- 林正常－国立台湾師範大学体育学部主任、大学院院長；中華民国体育運動総会常務理事。
- 吳寬墩－国立台湾師範大学教授。
- 吳慶參－国立嘉義高級中学物理科教師。
- 陳継統－元国立台中第一高級中学校長。
- 吳仁健－興華中学校長、国大代表。
- 劉顯原－同濟高校校長、国大代表。

### 経済
- 喜多豊彥－近畿電子株式会社代表取締役社長。
- 黃崑虎－南台合作社理事主席と国泰信託会社取締役。
- 莊国欽－遠東機械会社頭取、全国工業総会常務理事、精密機械研発中心頭取。
- 侯貞雄－東和鋼鉄会社頭取、台翔航太会社頭取、台湾区鋼鉄工会理事長。
- 胡僑栄－新光紡織会社部長、国大代表。
- 吳賢二－唐城株式会社頭取、隆峰営造株式会社頭取。
- 侯清雄－神通コンピューター会社頭取。
- 劉俊杰－東元電機常務役員。
- 張炳文－九龍ホテル副部長、第二屆国民大会代表。
- 鄭世松－中国国際商業銀行部長。
- 陳純熙－裕民航運部長。
- 莊為仁－米国矽谷会社頭取、仁力誌会社頭取。
- 許新發－群益証券会社部長。
- 黃永仁－玉山銀行部長。
- 鄭世津－万泰票券頭取。
- 蔡佳宏－嘉義客運頭取。
- 林健治－栄南実業株式会社頭取。
- 林宜順－嘉記ジュエリー会社頭取。
- 謝振輝－三明電音頭取、上鼎音響頭取。
- 李泰祺－台湾マッチ頭取、永利投資会社部長、玉山銀行常務役員。
- 沈長進－先捷コンピューター会社部長、中緯コンピューター会社部長。
- 陳栄祥－飛瑞会社副頭取、興瑞通信頭取。
- 林正杰－大同資訊頭取、東峰中学校家長会会長。
- 高登科－松江実業会社頭取。
- 楊兆麟－台塑関連会社副部長。
- 江成泉－杏泉実業会社頭取。
- 李錫祿－高林貿易会社頭取。
- 洪武男－新台科技会社頭取。
- 范信雄－福桑連合会社頭取。
- 曹德風－佳格食品株式会社頭取。

### 体育

#### 野球
- 陳重羽 ：統一ライオンズプロ野球選手(捕手、外野手)
- 陳重廷 ：統一ライオンズプロ野球選手(內野手)

### 学者

#### 医学
- 林瑞明－国立台湾大学医学部神經外科教授と麻醉科主任。
- 黃国恩－国立成功大学病院院長、国立成功大学医学部教授。

#### 数学
- 塹江誠夫－数学者、京都大学名誉教授。

#### 工学
- 蘇昭旭―学者、大学教員、作家、鉄道研究家。

### 文芸
- 藏本人司－日本国水彩画協会理事、評議員。
- 岡山光男－日本嘉義中学旭陵会本部会長。
- 渡也－詩人。

## 学校施設

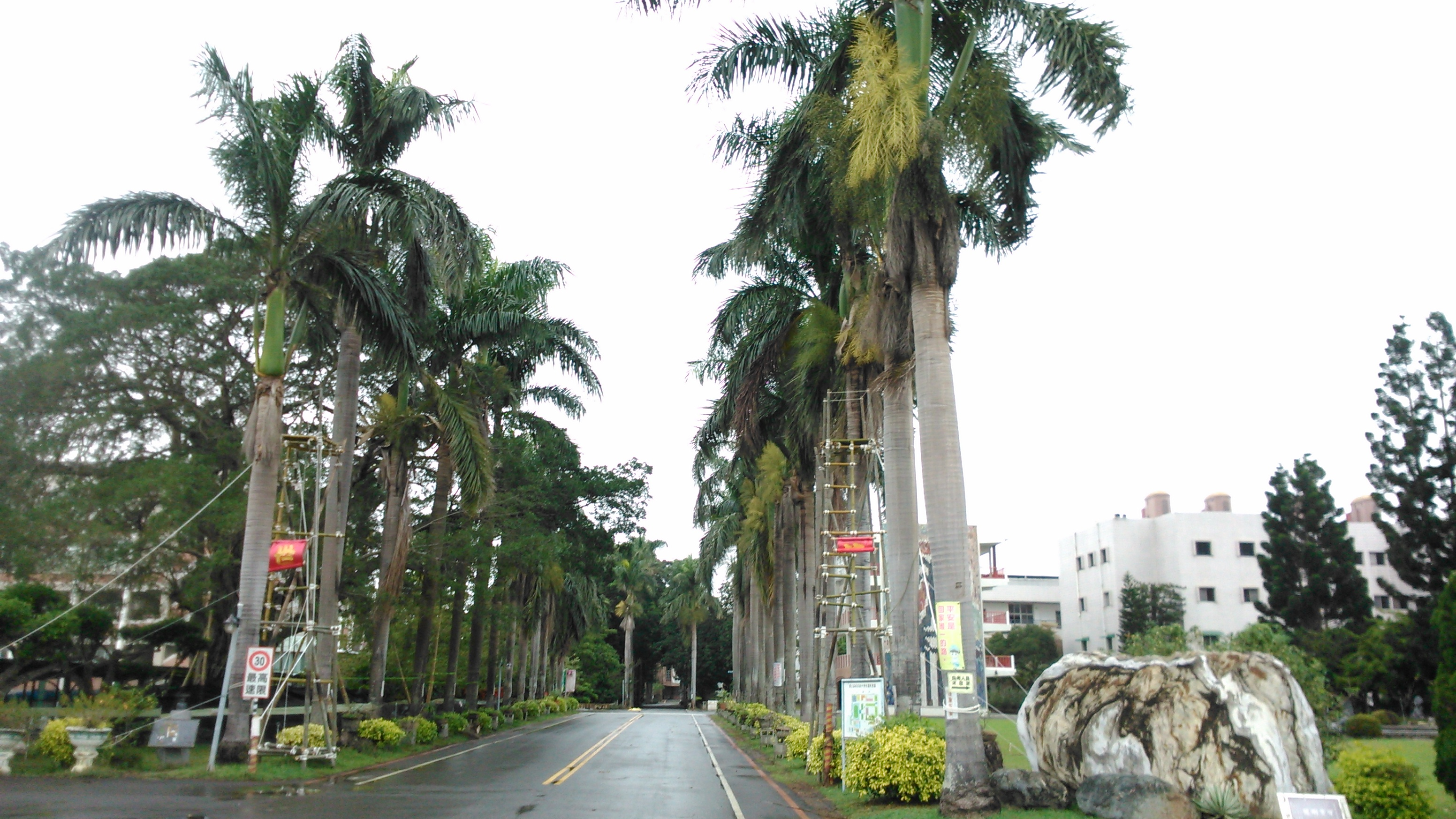
嘉中椰林大道
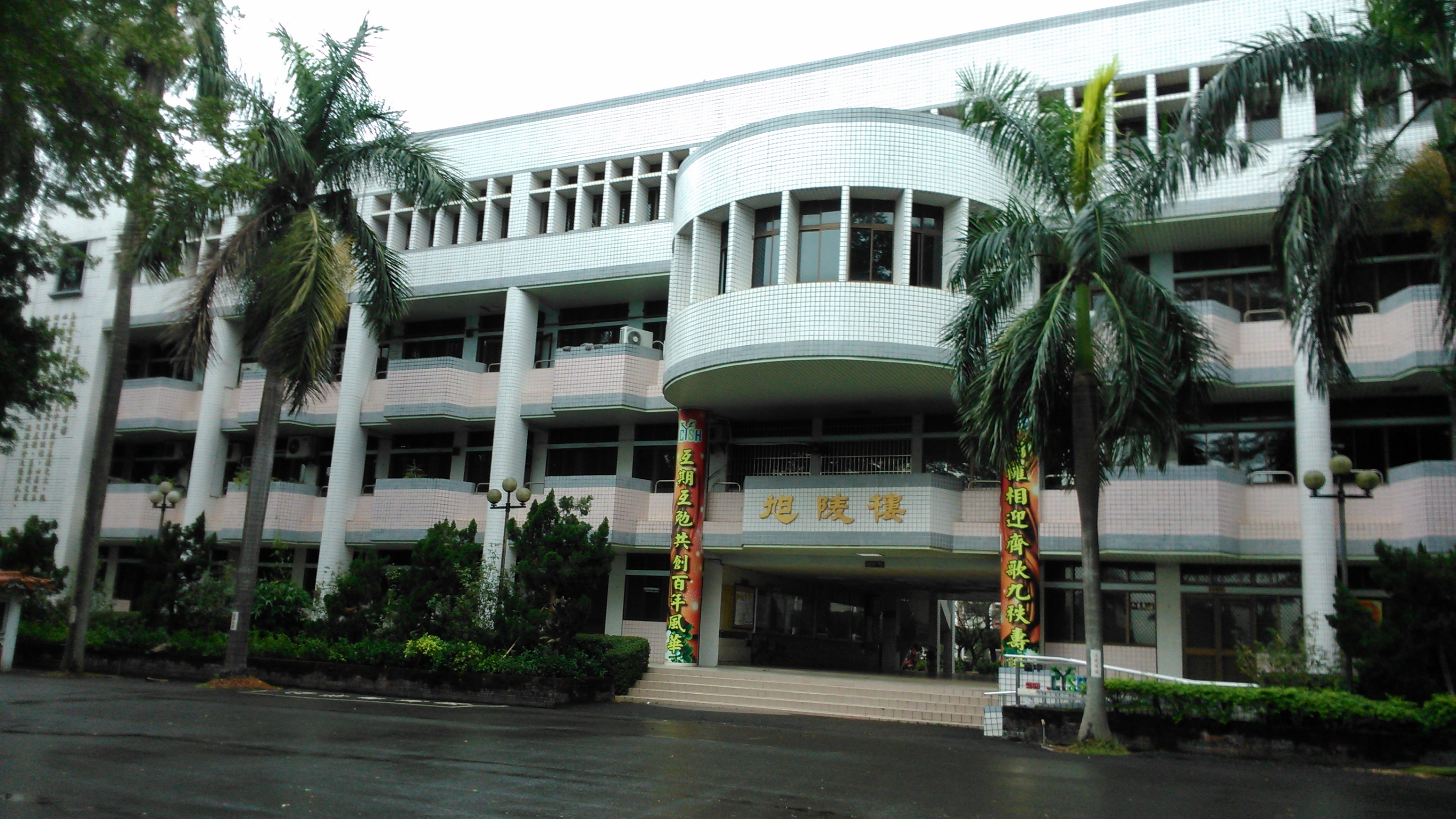
旭陵ビル（嘉中の総務ビル）
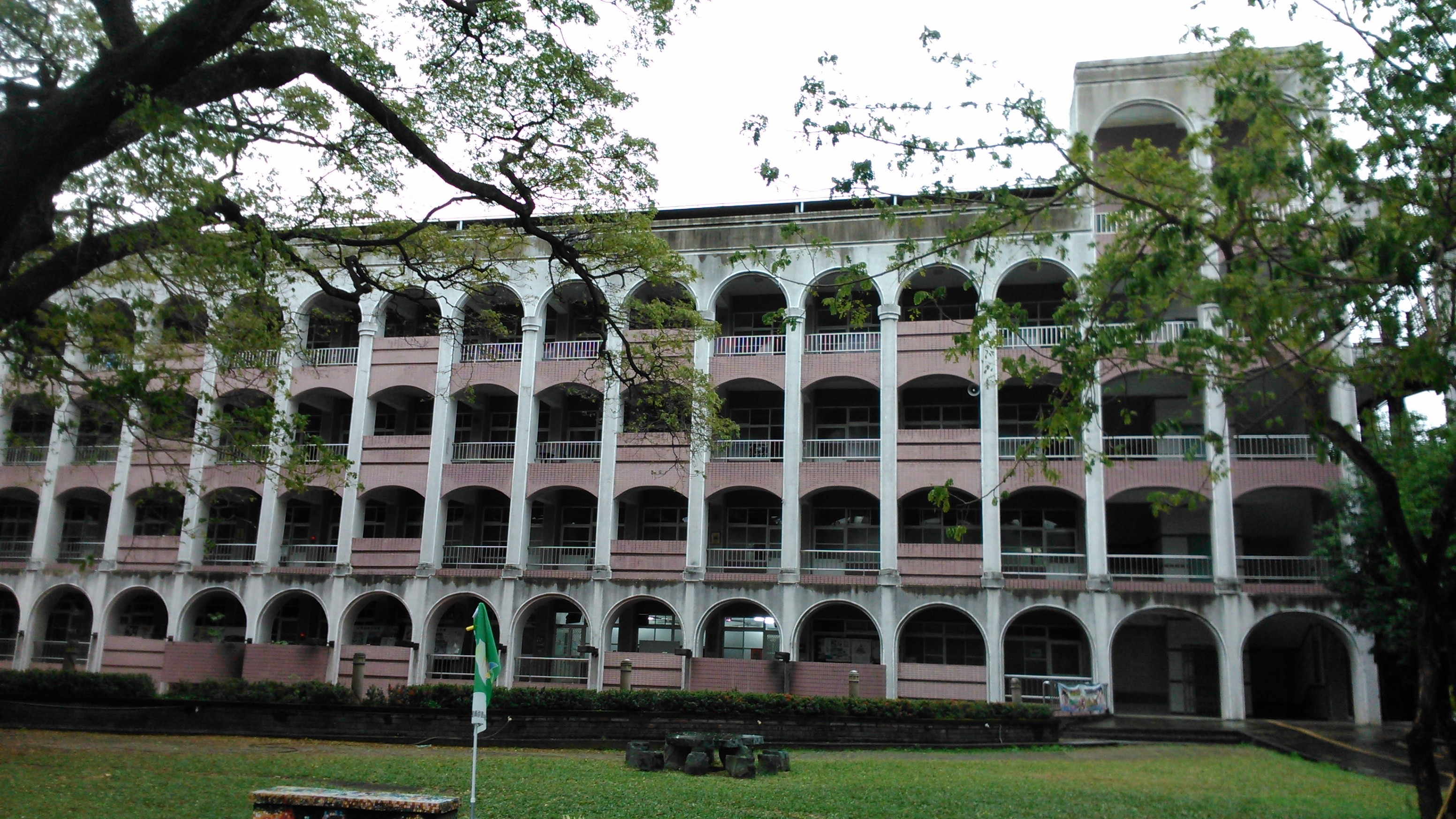
宏観ビル(高校三年生の校舎)
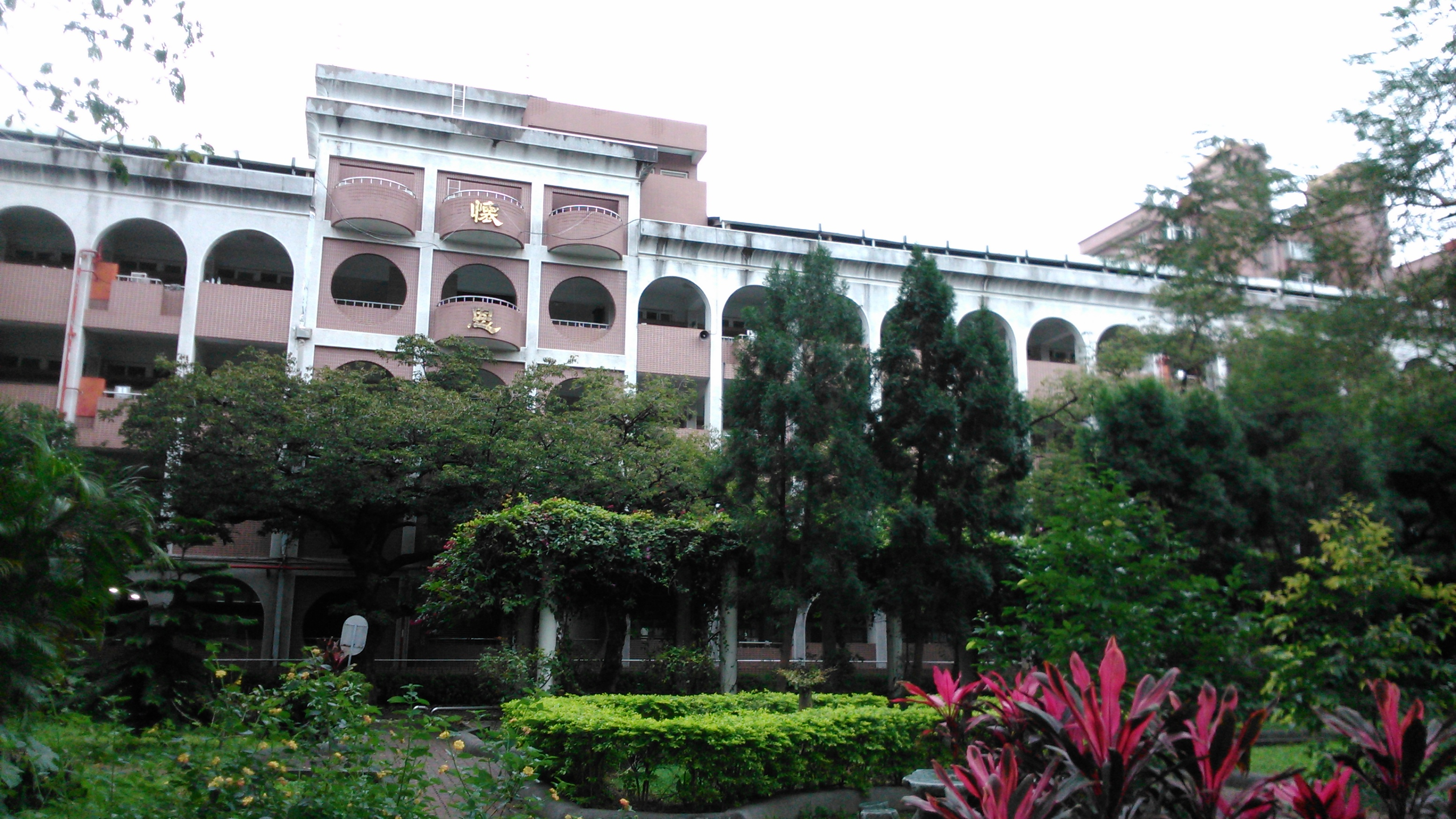
懐恩ビル(高校二年生の校舎)
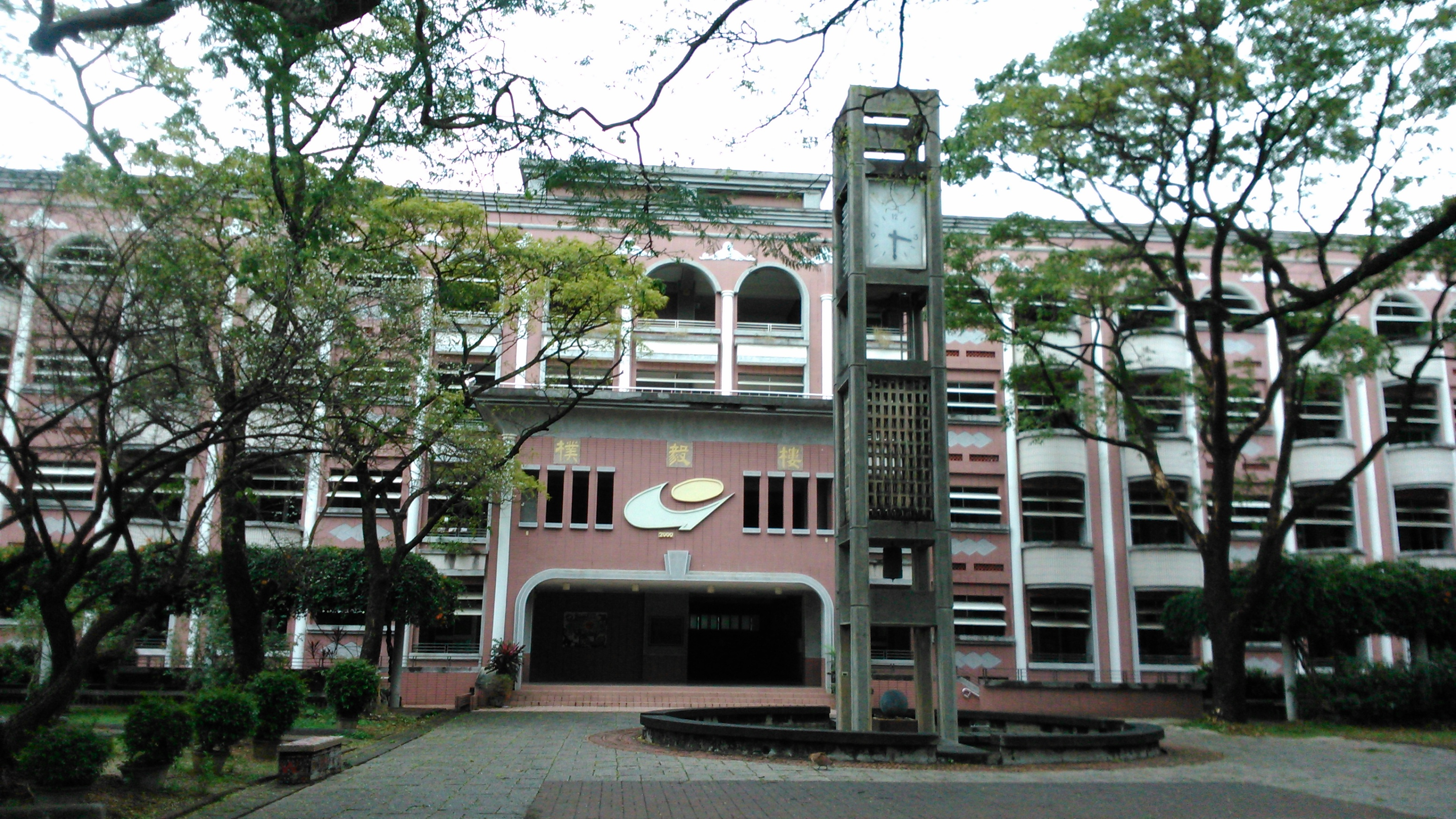
樸毅ビル(高校一年生の校舎)
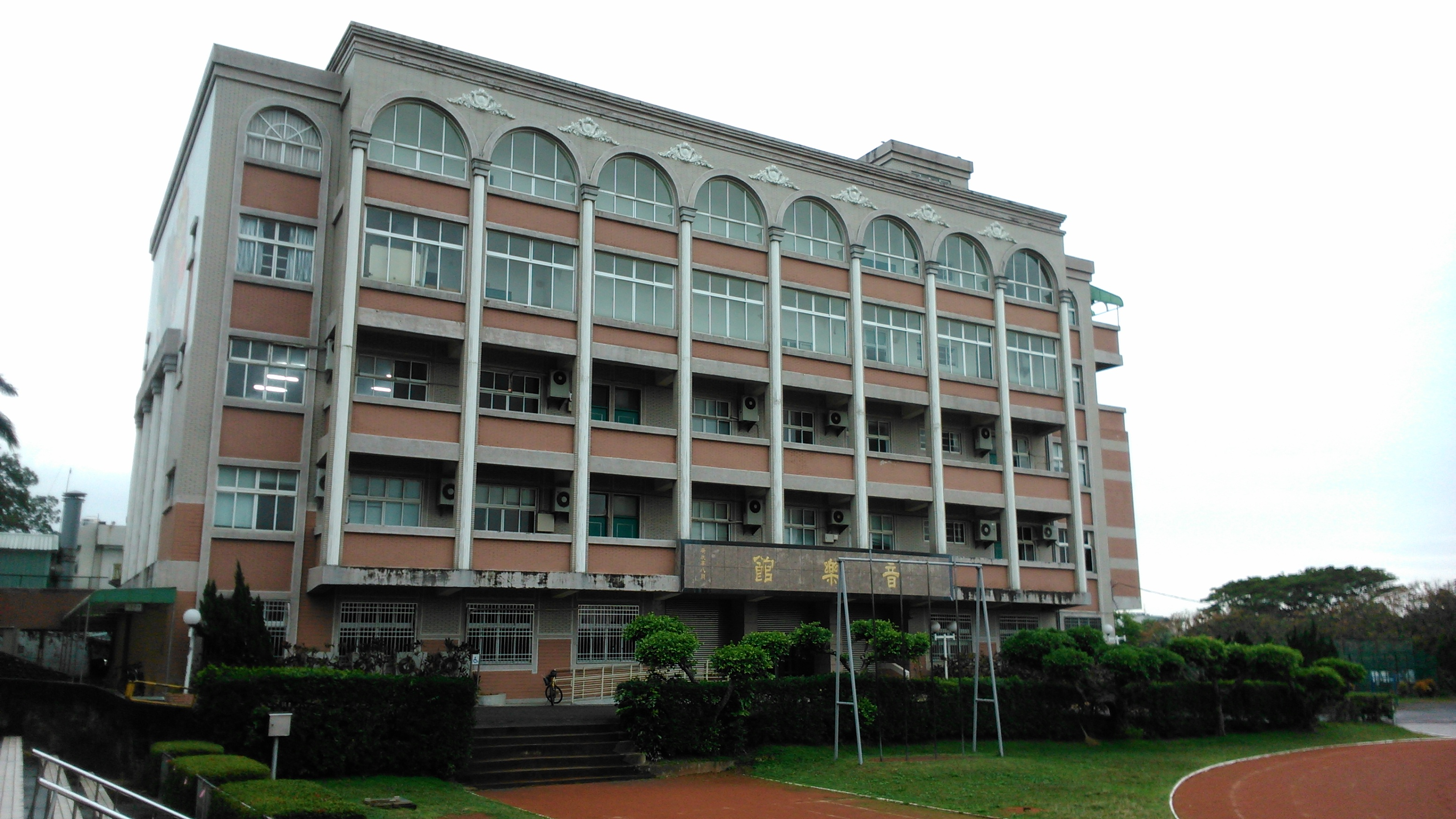
嘉中音楽館
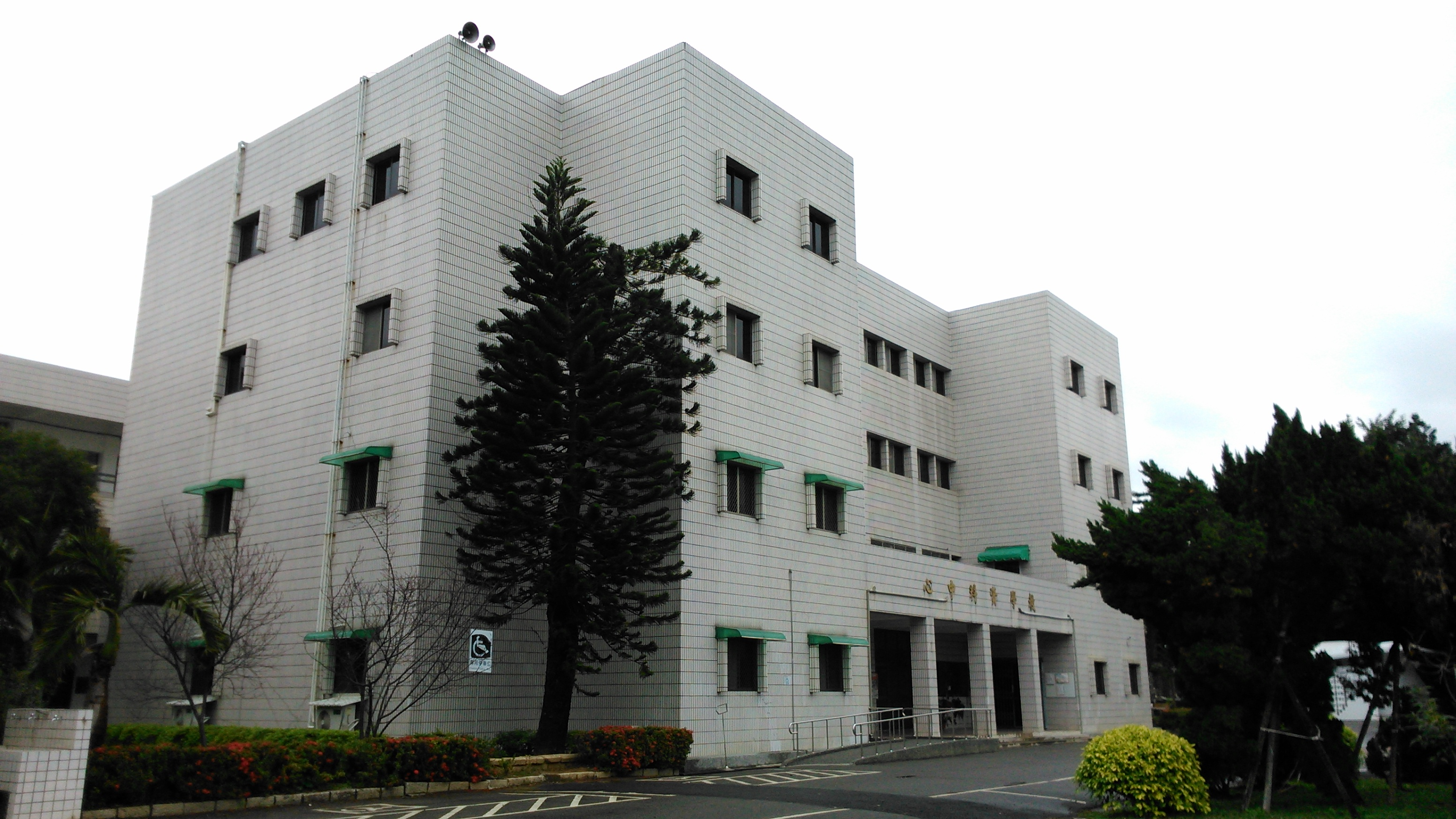
嘉中図書館
嘉中旧音楽館（懐旧音楽館）
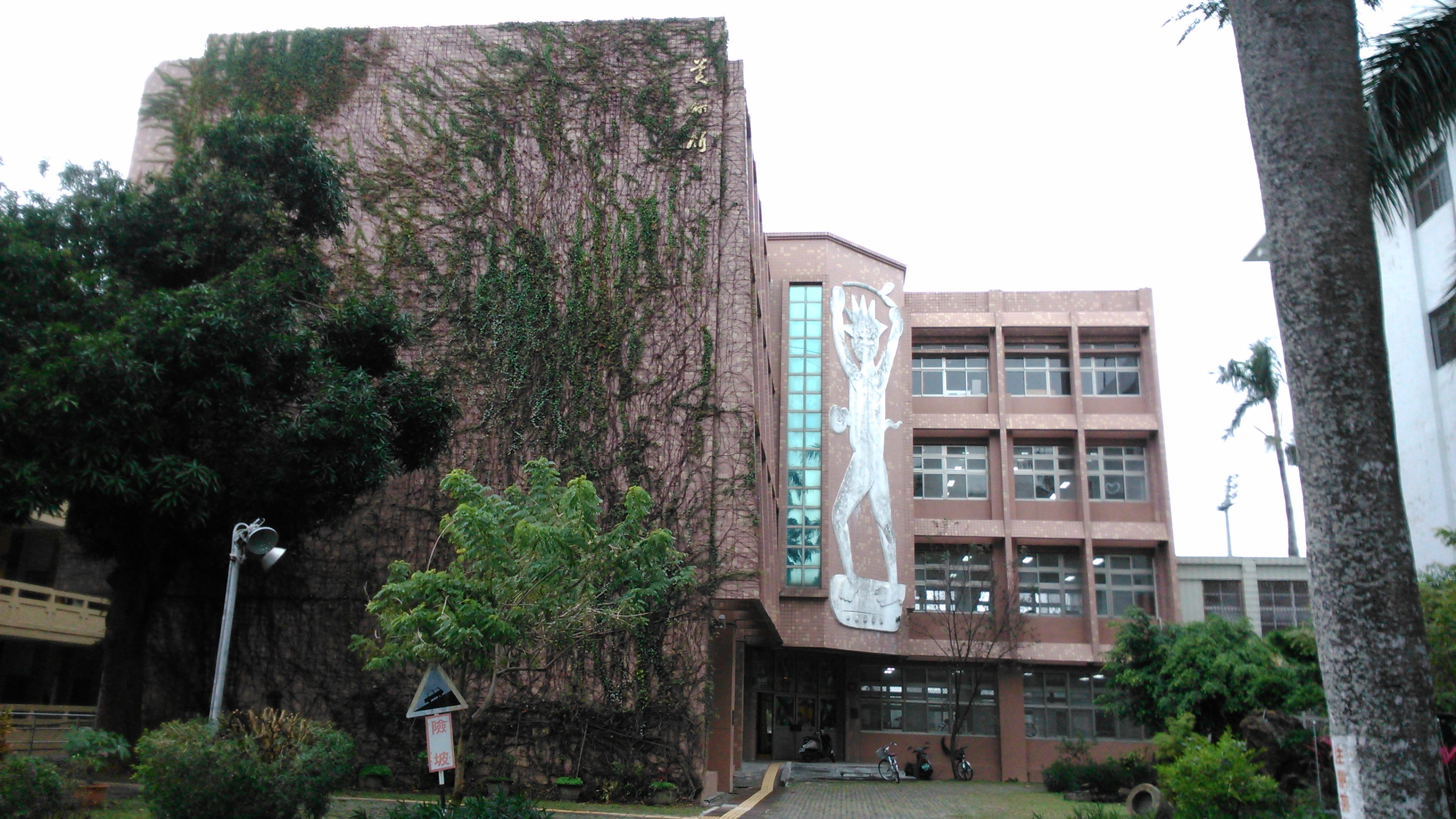
嘉中美術館
嘉中体育館(中山体育館)
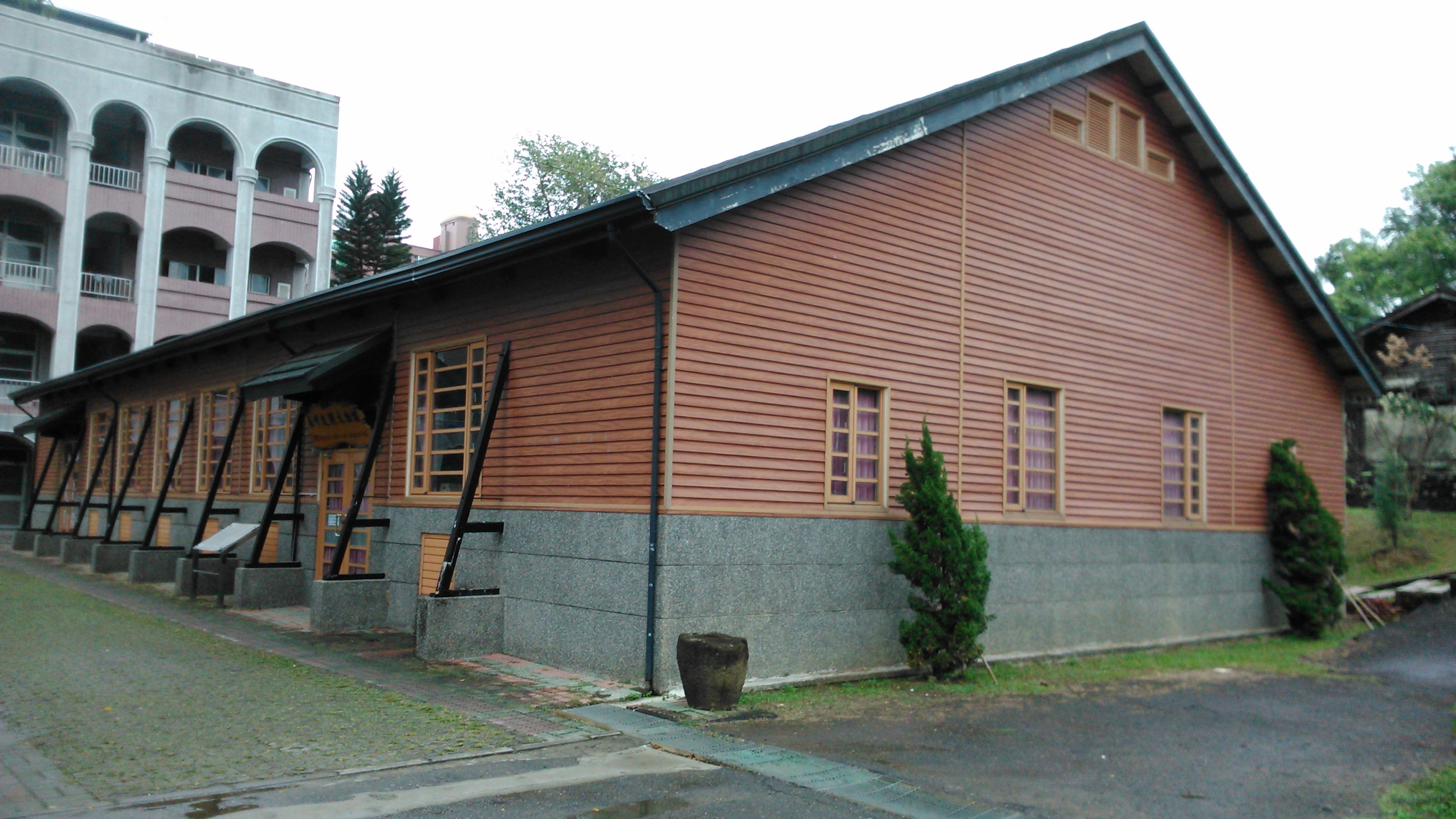
嘉中史跡資料館
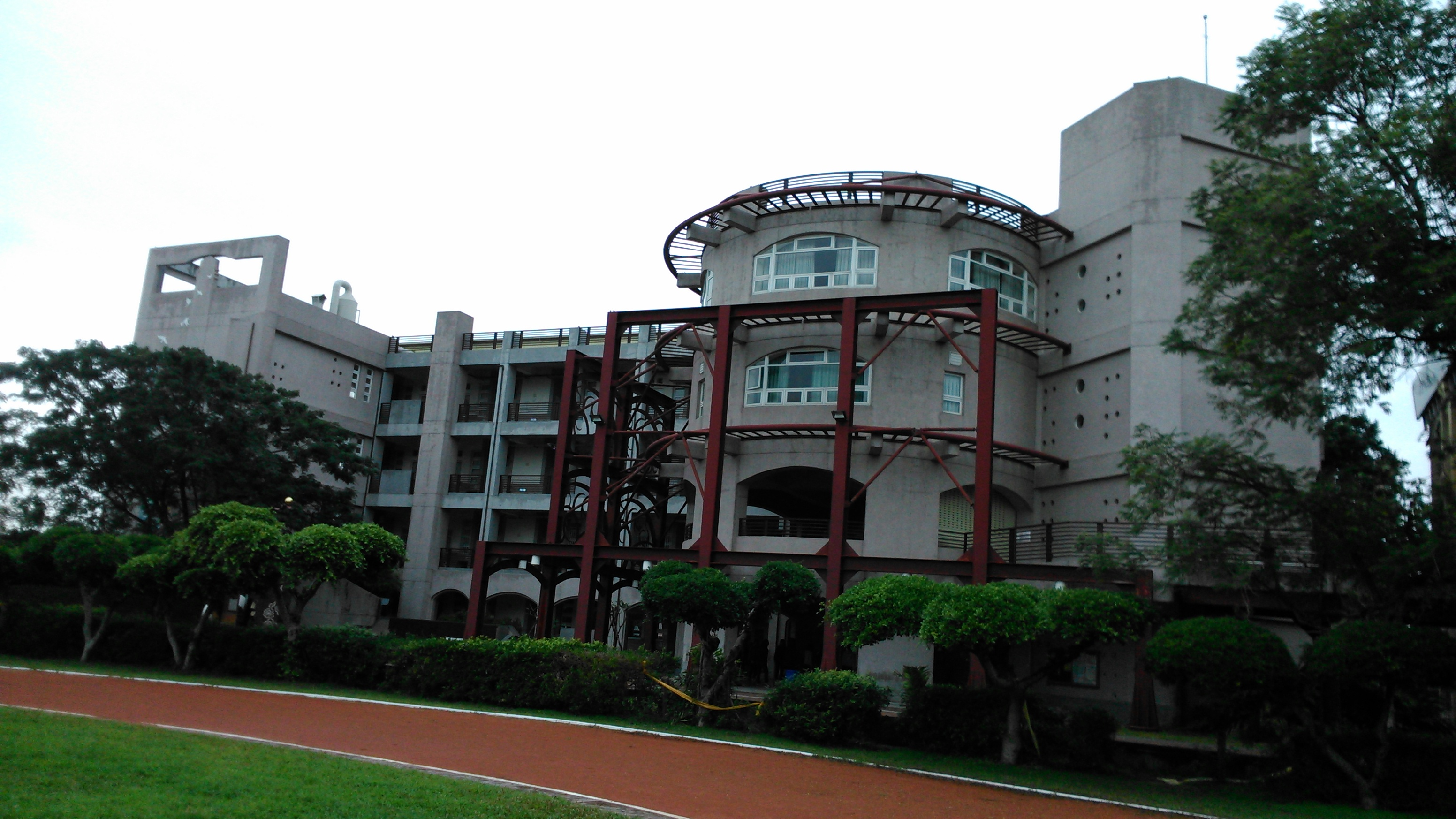
嘉中科学館
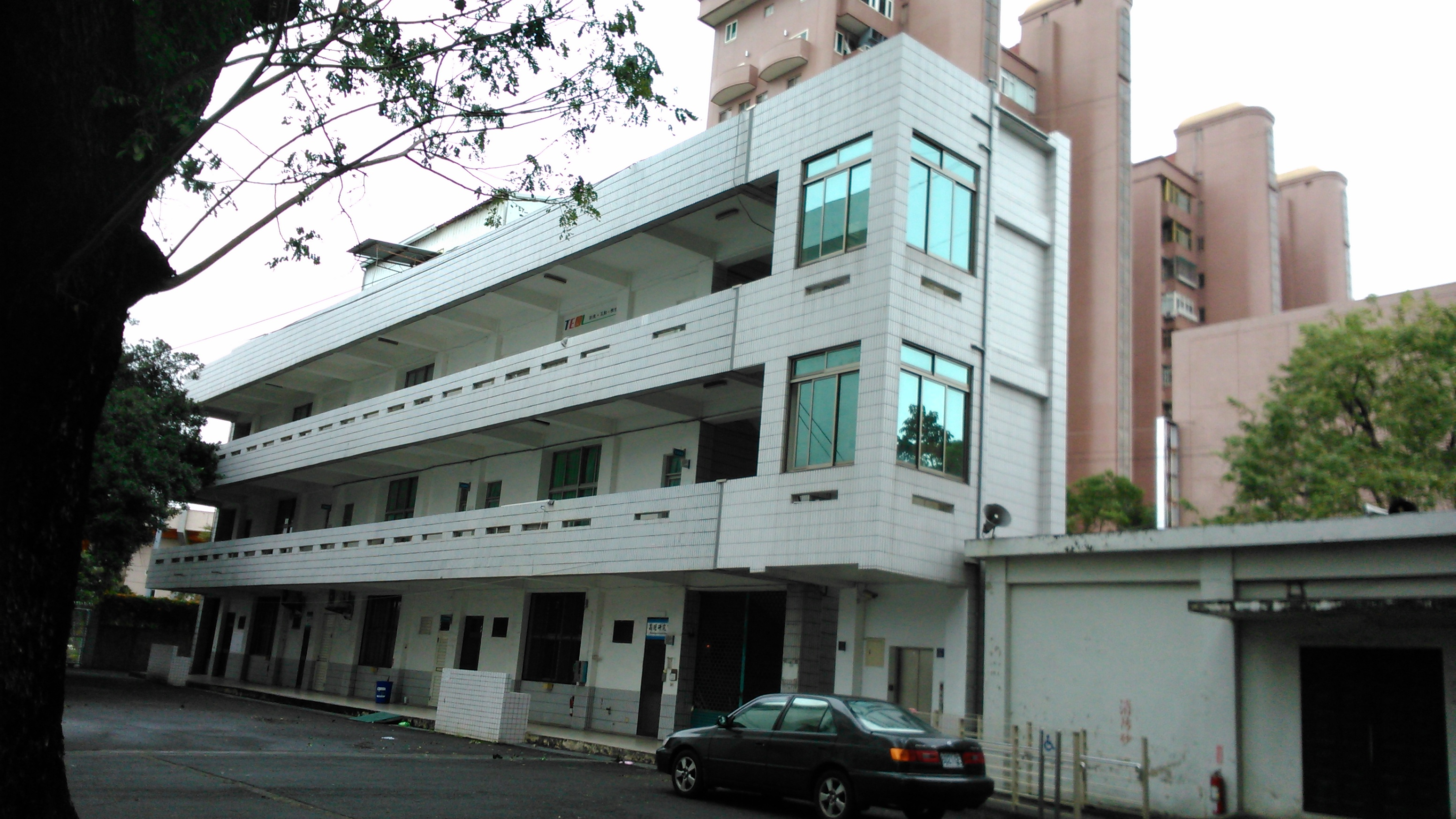
嘉中資優ビル
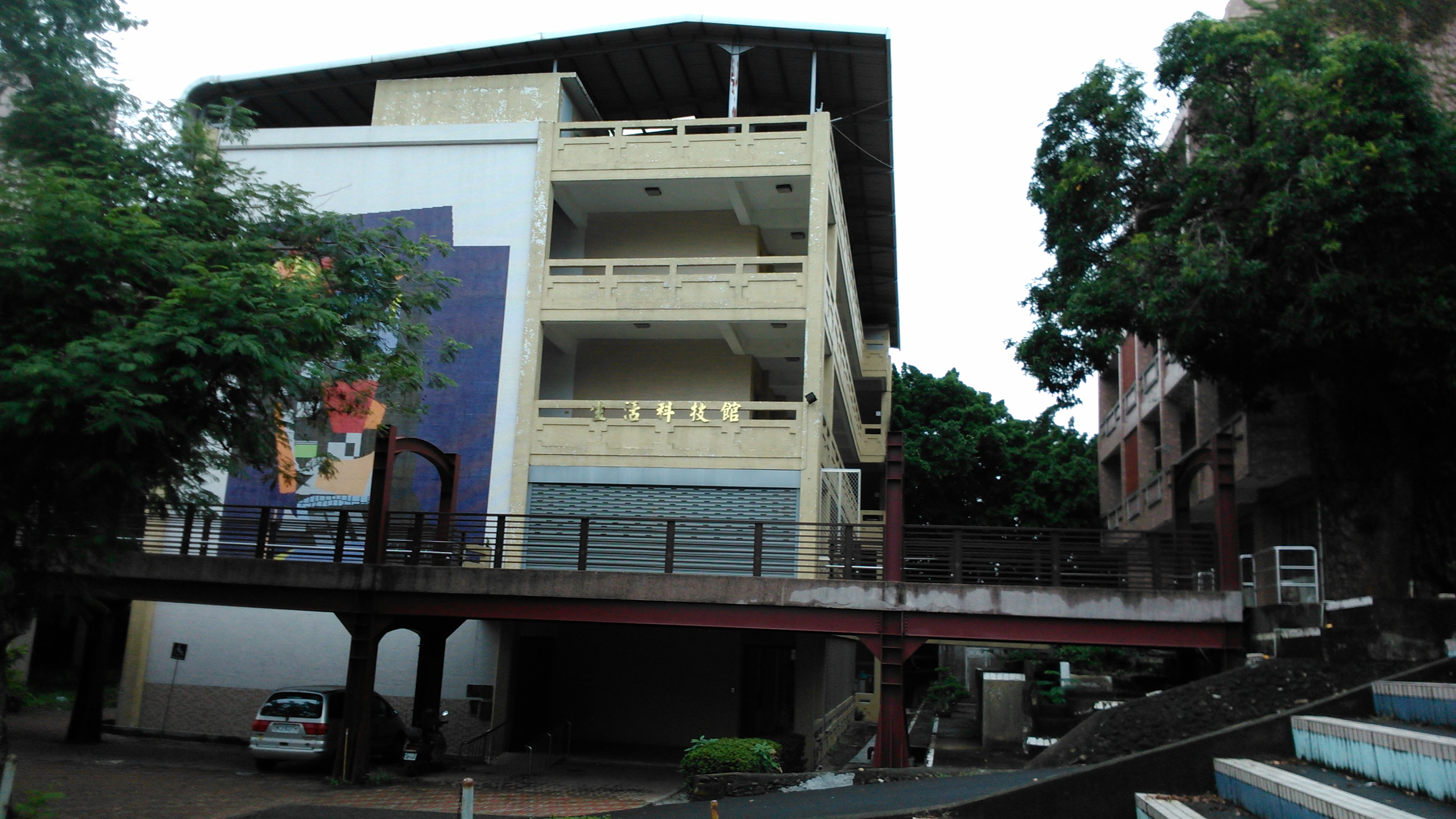
嘉中生活科技館
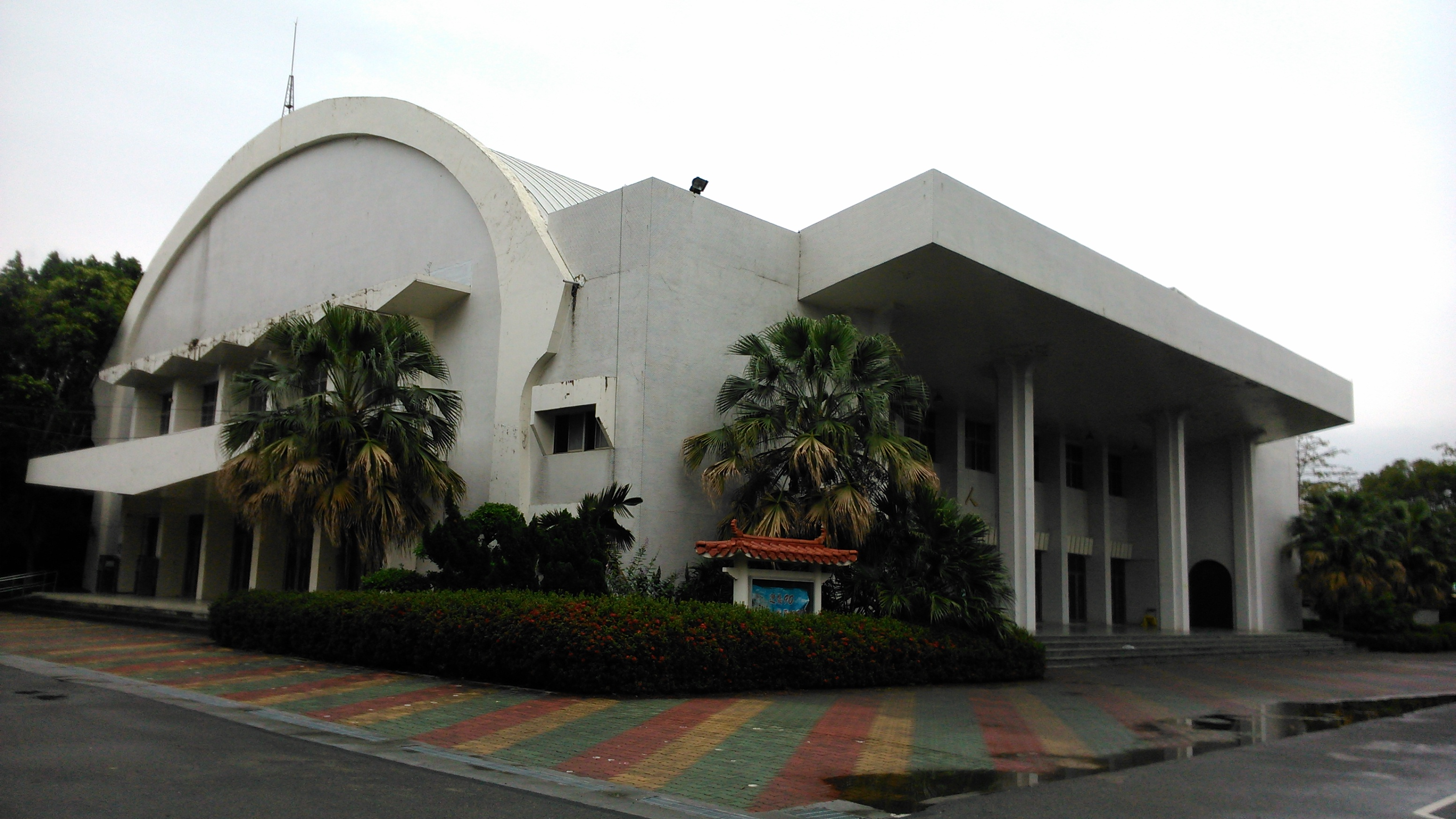
嘉中講堂（樹人堂）
嘉中学生寮（陽明学院）
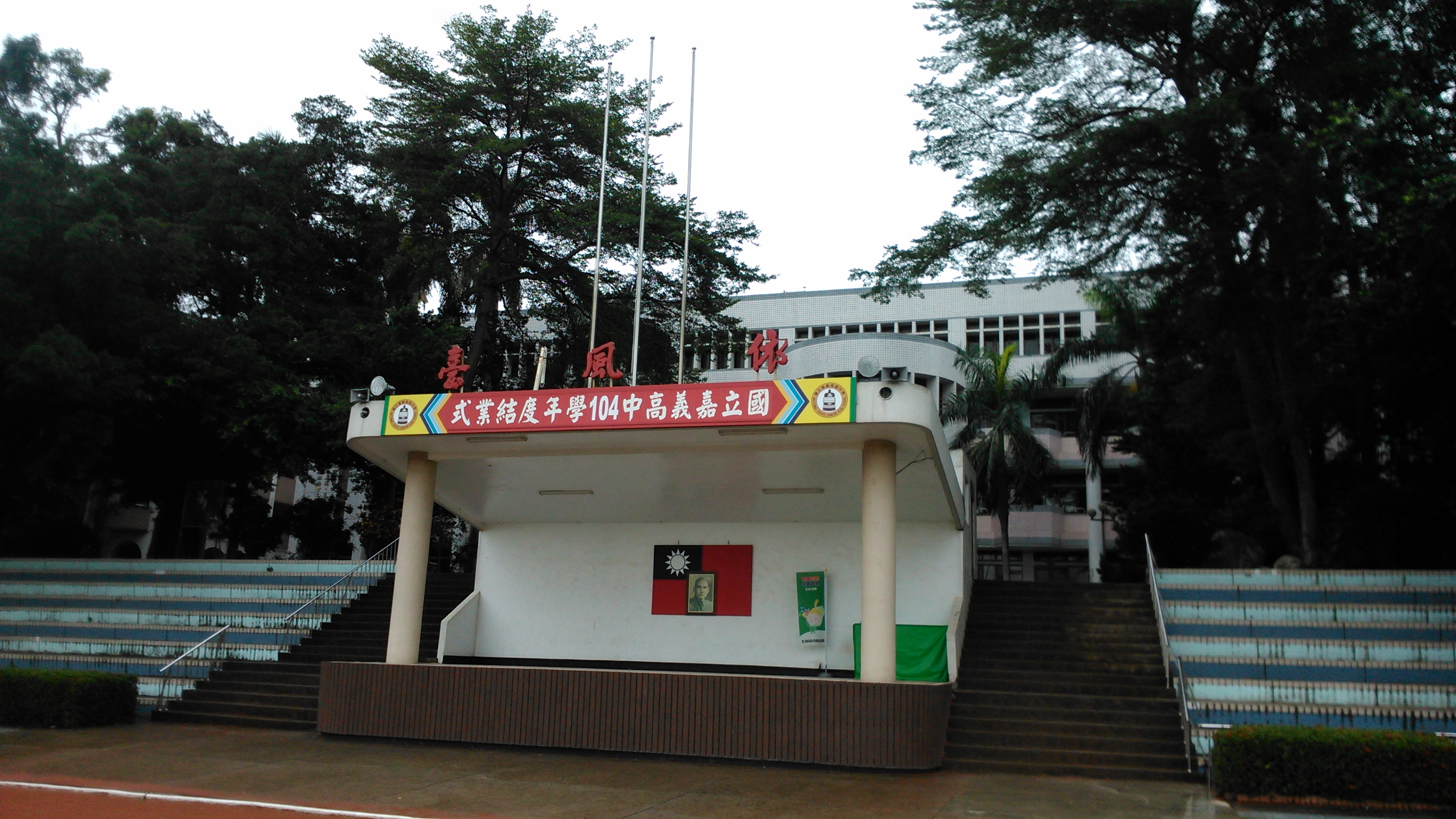
嘉中朝礼台(依風台)
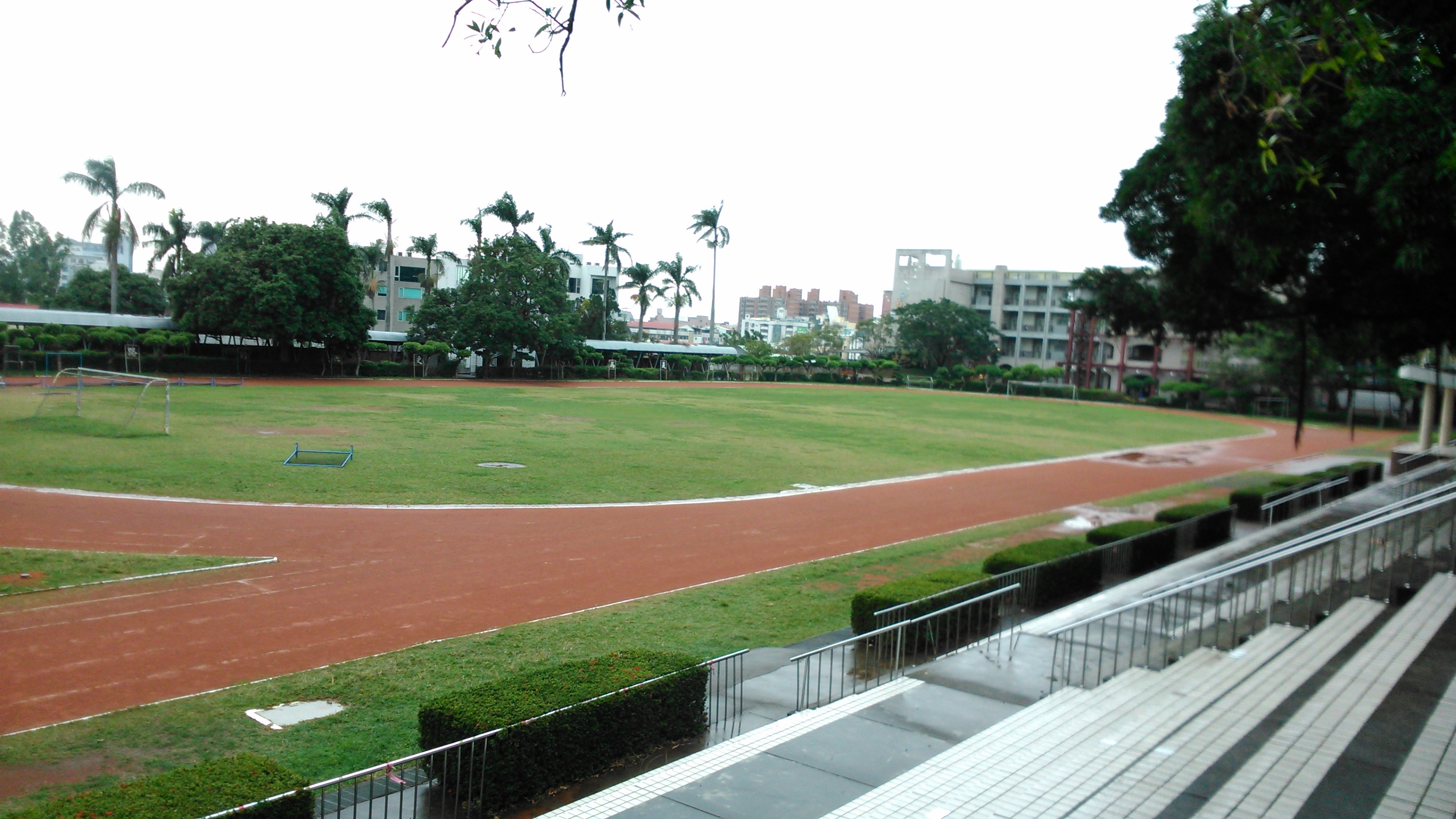
嘉中運動場
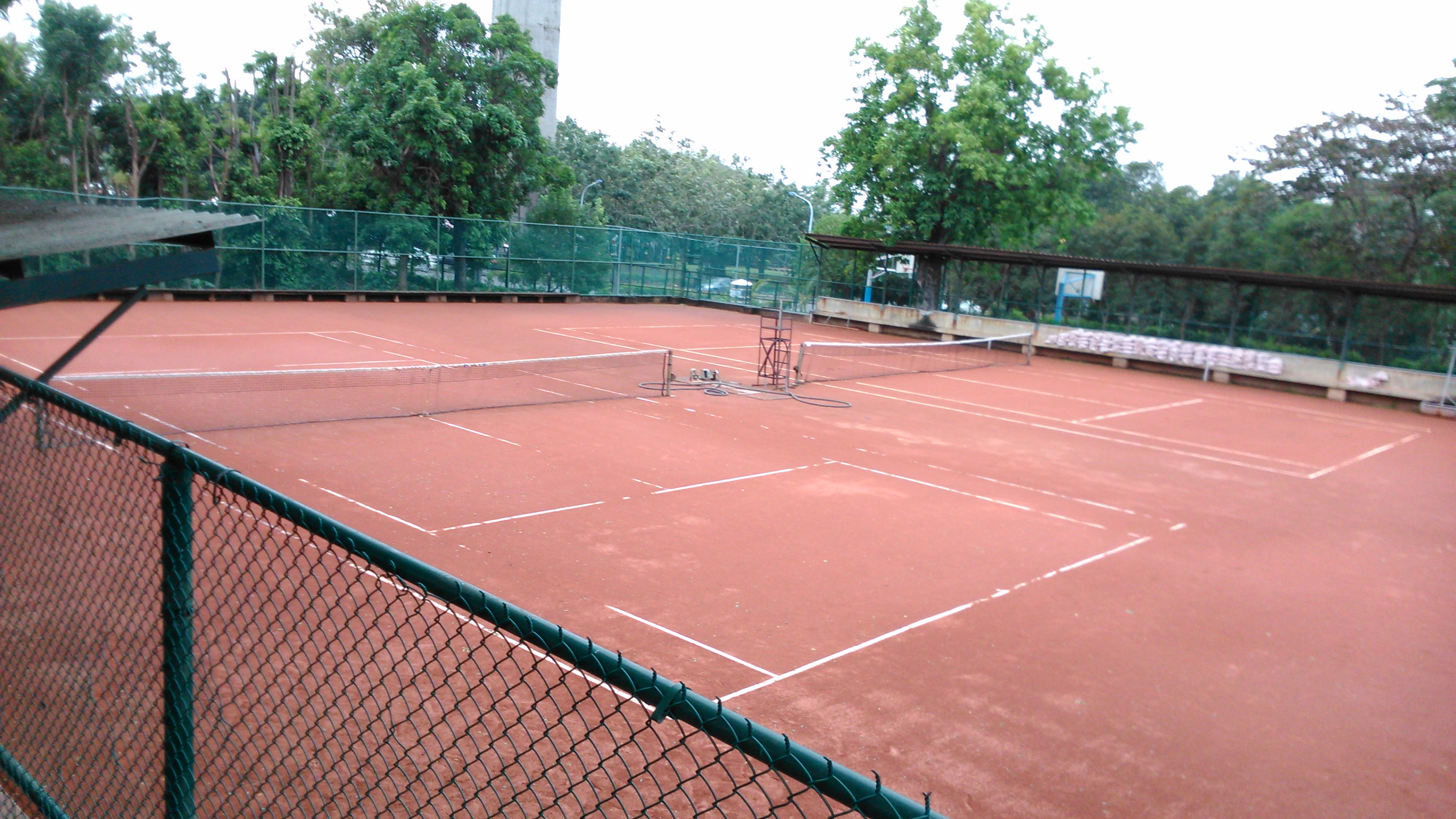
嘉中クレーテニスコート
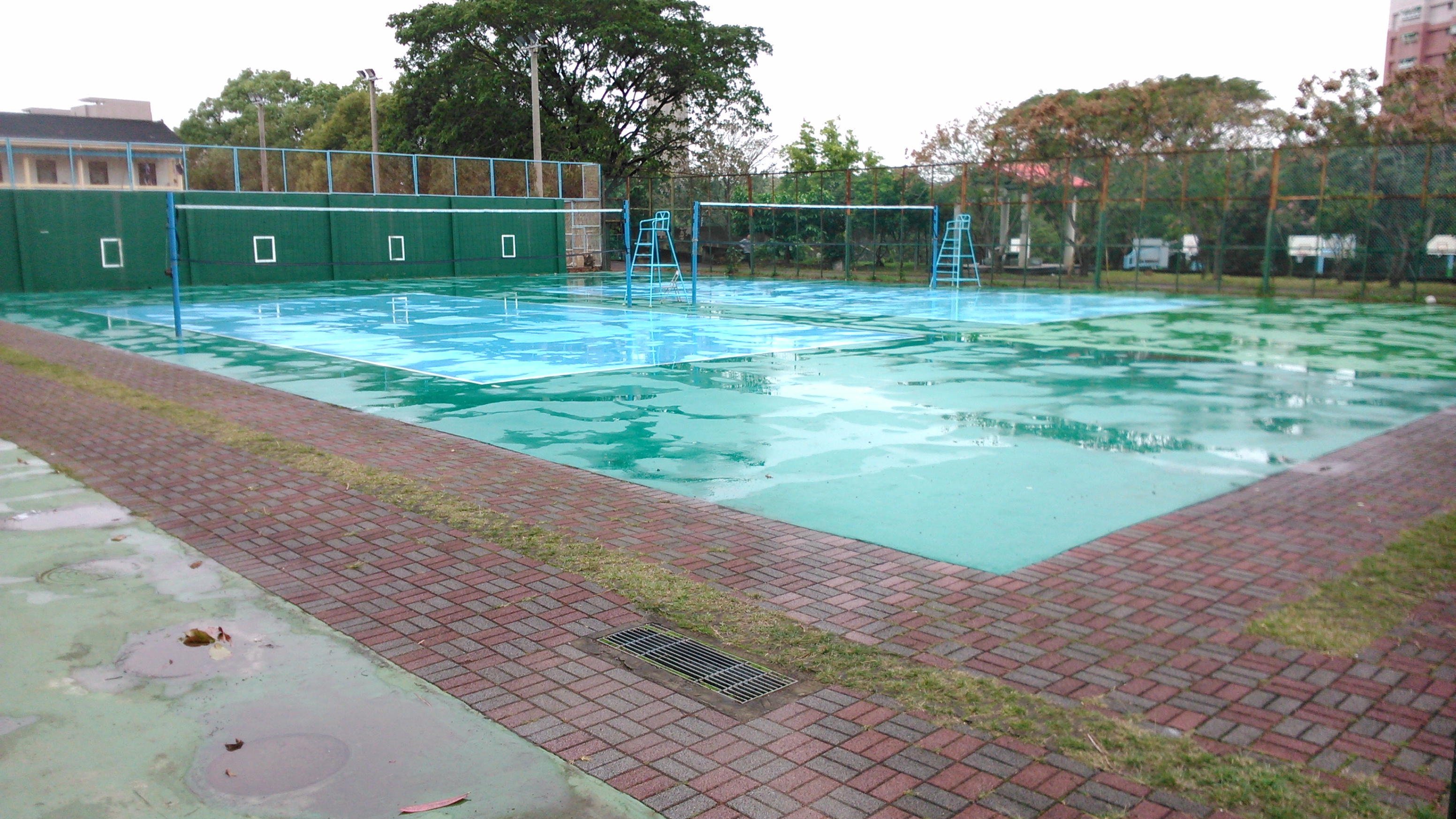
嘉中ハードテニスコート
嘉中バッティング ケージ
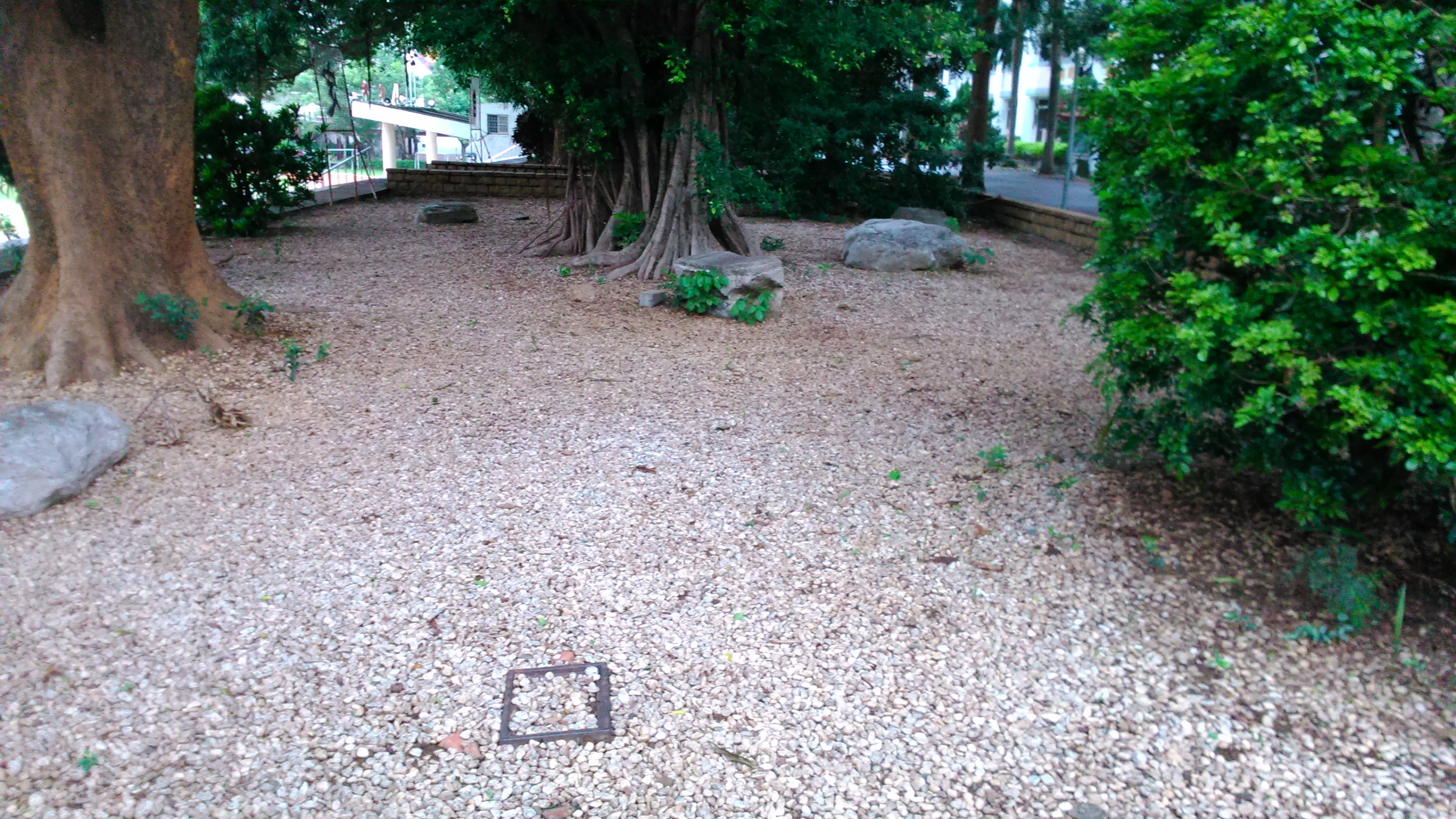
嘉中白い石園
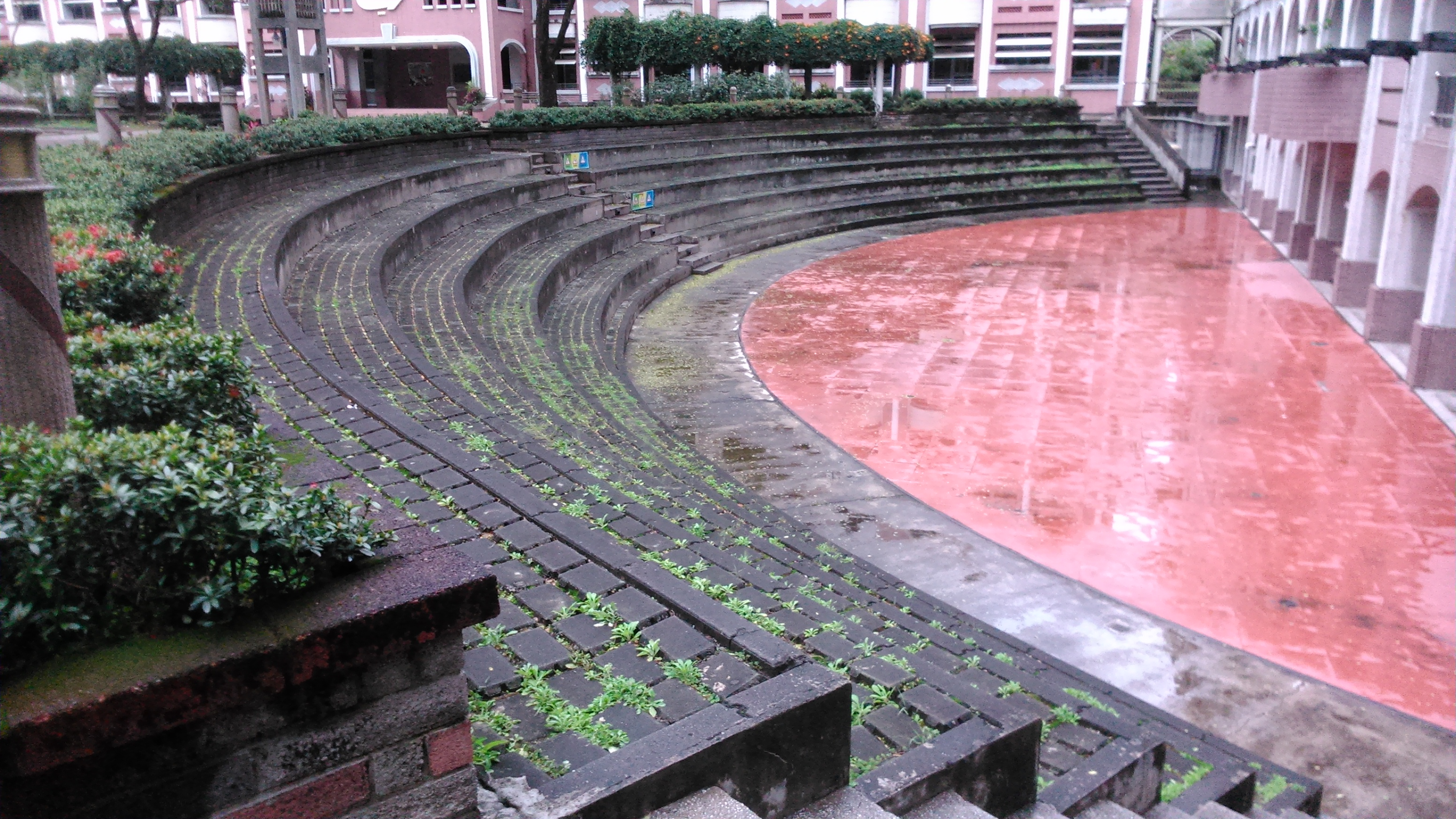
嘉中コロッセオ広場
嘉中売店の外
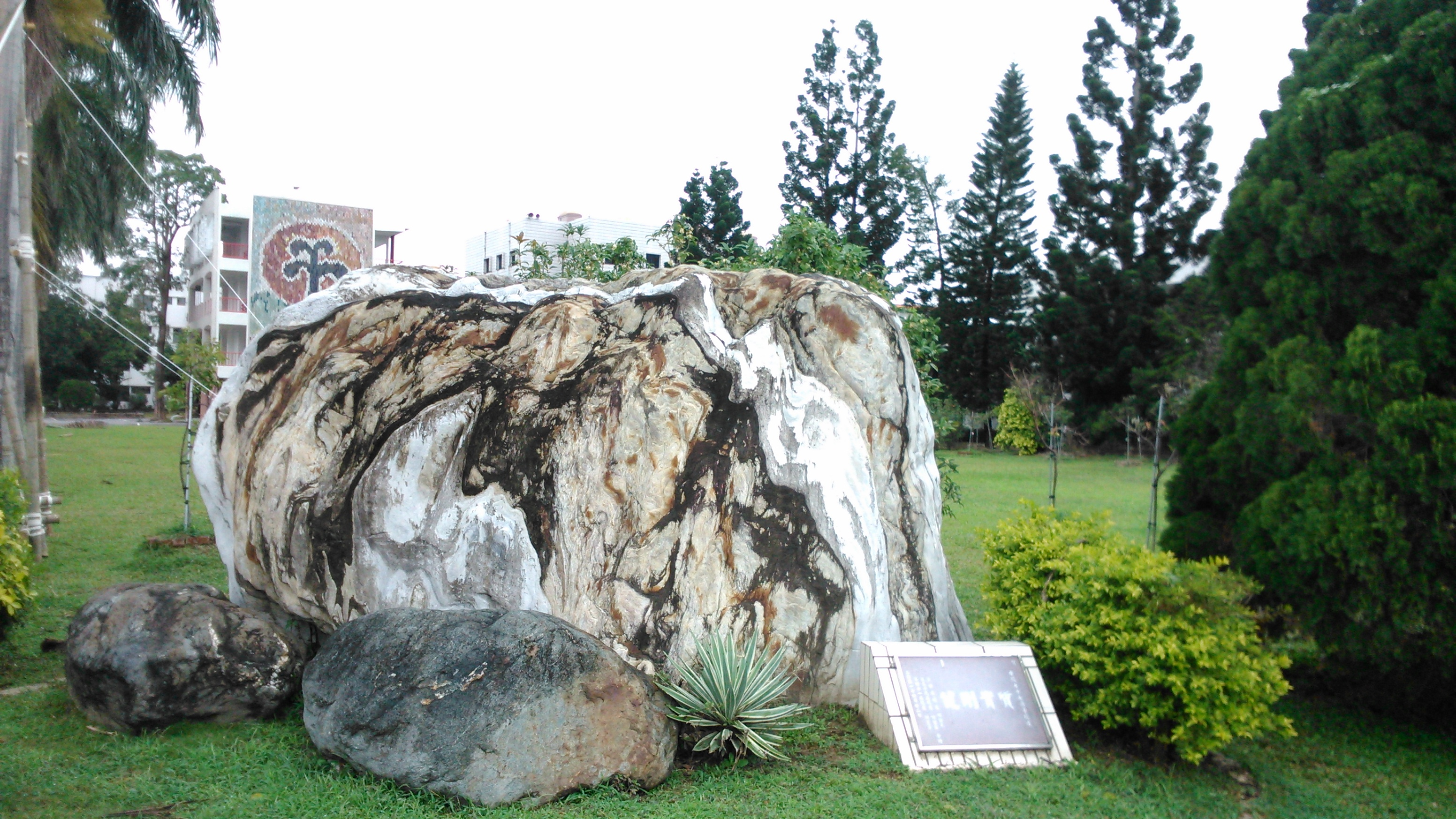
嘉中白い象石

## 交通アクセス
- 嘉義BRT 最寄駅 7211系統(BRT1)‧嘉義公園のりばから‧徒歩3分
- 台鉄 最寄駅:嘉義駅から‧徒歩約30分
- 嘉義市公車(市バス)
  - 中山幹線（緑線）系統‧体育館バス停から‧徒歩3分
  - 光林我嘉線（黄線）系統‧嘉義高中バス停直結‧嘉義高中（啟明路）バス停から‧徒歩1分